# Dr. Klein (Fernsehserie)
Dr. Klein ist eine deutsche Fernsehserie des ZDF, die von 2014 bis 2019 ausgestrahlt wurde. Die Krankenhausserie beschäftigt sich mit den privaten und beruflichen Geschehnissen rund um die kleinwüchsige Kinderärztin Dr. Valerie Klein.
Die erste Staffel wurde seit 10. Oktober 2014 am Freitagabend um 19:25 Uhr ausgestrahlt und die zweite ab 2. Oktober 2015 um dieselbe Zeit. Im Dezember 2015 gab das ZDF den Auftrag zur Produktion einer dritten Staffel bekannt. Die 13 Episoden der 3. Staffel wurden ab dem 7. Oktober 2016 immer freitags um 19:25 Uhr im ZDF ausgestrahlt. Eine Woche vor der Ausstrahlung werden die Episoden in der ZDF-Mediathek zur Verfügung gestellt. Die 4. Staffel wurde ab April 2017 produziert und wurde samstags ab dem 7. Oktober 2017 im ZDF ausgestrahlt. Die 5. Staffel wurde zwischen Juni und November 2018 produziert. Die 13 neuen Folgen der 5. Staffel wurden zwischen dem 5. Januar 2019 und 6. April 2019 immer samstags um 19:25 im ZDF ausgestrahlt. Mit dem Ende der 5. Staffel wurde die Serie eingestellt.

## Handlung

### Staffel 1
Dr. Valerie Klein und ihre Familie ziehen von Frankfurt am Main nach Stuttgart, um sich um ihren Vater, den ehemaligen Klinikchef der Kinderklinik Rosenstein, zu kümmern. Prof. Dr. Peter Wagner, der an beginnender Demenz leidet, benötigt eine Betreuung, da er allein völlig hilflos wäre. Doch da Valerie Kleins Schwester Carolin Wagner mit der Situation vollkommen überfordert ist, entschließen sich Valerie und ihr Mann Holger Klein, sie zu unterstützen.
Währenddessen tritt die kleinwüchsige Kinderärztin Dr. Klein ihren Posten als leitende Oberärztin in der Rosenstein-Kinderklinik an. Dabei gerät sie mit ihrem Kollegen Dr. Bernd Lang aneinander, da dieser es nicht verstehen kann, wie man ihm eine kleinwüchsige Frau als Vorgesetzte zumuten kann. Während sie sich in der Klinik gut einlebt und mit den Kollegen harmoniert, gibt es in der Familie und der Klinik immer wieder Herausforderungen, die es zu meistern gilt. Dabei hat nicht nur Valerie Kleins Vater Probleme mit einem Geheimnis aus seiner Vergangenheit, sondern auch die Tochter der Kleins, Pamela, gerät in ihrer neuen Umgebung auf die schiefe Bahn.
Auch das Privatleben der anderen Mitarbeiter der Klinik wird beleuchtet. So spielt Dr. Bernd Lang seiner Mutter eine glückliche Beziehung mit der Krankenpflegerin Nanny Abel vor, Dr. Luna Haller und Dr. Jonas Müller kommen sich im Verlaufe der ersten Episoden näher, doch die Anästhesistin trägt ein dunkles Geheimnis mit sich, und die Beziehung von Chefarzt Prof. Dr. Magnus Eisner und seinem Lebensgefährten Patrick Keller wird von Patricks Kinderwunsch auf eine harte Probe gestellt.
Am Ende von Staffel 1 ereignet sich ein Autounfall, in den Nanny Abel und Prof. Dr. Magnus Eisner verwickelt sind. Während die schwangere Krankenschwester überlebt, verstirbt der Chefarzt.

### Staffel 2
Holger Klein, der Ehemann von Dr. Klein, schreibt ein Buch, welches von Carolin Wagner, seiner Schwägerin, illustriert werden soll. Die Verlegerin Maren Donner findet jedoch, dass ein Mangastil viel besser passen würde, da dieser gerade im Trend liegt, woraufhin Carolin gefeuert wird. Maren Donner bietet Holger an, sein Buch in ihrem Haus auf Mallorca weiter zu schreiben. Da er sich von seiner Frau unterdrückt fühlt, nimmt er das Angebot an und verbringt zwei Wochen bei Maren. Als Holger wieder nach Hause kommt, hat Dr. Klein einen Traum, in dem Holger und Maren miteinander schlafen. Da Holger auch in vielen Gesprächen über Maren erzählt, wird Dr. Klein eifersüchtig und spricht Holger darauf an, ob die beiden etwas miteinander hatten. Holger streitet alles ab. Zudem fühlt sich Dr. Klein verraten, da Holger in seinem Kinderbuch vieles aus ihrem gemeinsamen Alltag und Familienleben eingebaut hat. Holger versteht die Sorgen seiner Frau nicht und möchte mit seiner Frau zu einer Paartherapie gehen. In der Therapie bei Dr. Sybille Vetter sprechen die Kleins über ihre Eheprobleme und wieder streitet Holger ab, er hätte etwas mit Maren gehabt. Am Ende der Sitzung gesteht er, mit Maren geschlafen zu haben. Auch Pam und Max erfahren davon. Pam beschimpft ihren Vater als Verräter und möchte nichts mehr mit ihm zu tun haben.
Dr. Bernd Lang bekommt einen Brief von seiner Mutter zum Geburtstag, in dem der Name seines Vaters steht. Er findet heraus, dass dieser tot ist, lernt aber seine Großmutter Berta Völker kennen. Berta Völker zieht daraufhin bei ihrem Enkel und dessen Mutter Grit Lang ein. Durch Uneinigkeiten zwischen den beiden Frauen im Haushalt kommt es zu gegenseitigen Streitigkeiten. So heuert Grit ihren jungen attraktiven Gärtner an, Berta näherzukommen. Die beiden werden von Bernd und Nanny im Whirlpool erwischt. Berta findet heraus, dass Grit dahinter steckt. Aus Rache erzählt sie Bernd, dass seine Mutter Grit wohl unter Alzheimer leidet, da sie in letzter Zeit einiges vergisst oder sich Sachen einbildet. Jedoch versteckt Berta heimlich Dinge von Grit. Ebenfalls verschüttet sie eine Flüssigkeit auf der Couch. Grit entdeckt einen nassen Fleck auf ihrer Couch und ruft Bernd an. Sie erzählt ihm, Berta hätte auf die Couch gepinkelt. Als Bernd jedoch nach Hause kommt, ist der Fleck weg. Daraufhin fährt Grit für zwei Wochen auf Kur. In der Zeit entdeckt Nanny im Müll den Überzug der Couch mit dem Fleck, woraufhin sie Grit alles erzählt.
Grit kommt von der Kur zurück und behandelt Berta viel netter als vorher. Berta findet heraus, dass Grit etwas mit Steuerhinterziehung zu tun hat. Zudem nutzt sie ihren Enkel Bernd aus, um weiterhin im Haus zu wohnen und sich auf Kosten von Bernd teure Sachen leisten zu können. Als Grit dies zu viel wird, verpasst sie Berta eine Ohrfeige, worauf hin diese stolpert, von den Treppen fällt und stirbt.
Kaan Gül, der Sohn von Prof. Dr. Nevin Gül und Freund von Pam Klein, fühlt sich von Pam erdrückt, da sie gerne mit ihm Geschlechtsverkehr haben möchte, er sich aber erst nach der Ehe dafür bereit fühlt. Er trennt sich von Pam. Er verliebt sich in Patrick Keller.
Nanny bekommt ihr Kind, einen Sohn, welcher eine dunkle Hautfarbe hat. Als Vater wird Dr. Müller vermutet, der Freund von Dr. Haller. Dr. Müller ist jedoch nicht der Vater des Kindes. Es stellt sich heraus, dass der Mann, den Nanny in einer Bar kennen gelernt hat und mit dem sie einen One-Night-Stand hatte, Vorfahren mit dunkler Hautfarbe hat. 
Die Oberschwester Gundula Pieper kümmert sich in der Zeit um Prof. Dr. Peter Wagner, den Vater von Dr. Klein. Sie gesteht ihm, dass er immer schon ihre große Liebe ist. Daraufhin macht Peter Gundula einen Heiratsantrag und die beiden heiraten. 
Holger und seine Frau Dr. Klein vertragen sich wieder und schlafen miteinander. Am nächsten Tag steht Maren vor der Tür und gesteht Holger schwanger zu sein. Diese Neuigkeit kippt die Stimmung zwischen Dr. Klein und Holger, woraufhin Holger beschließt, eine Lesereise mit seinem Buch zu machen und sich eine Wohnung in Stuttgart zunehmen, in der ihn seine Kinder jederzeit besuchen können.

### Staffel 3
Dr. Valerie Kleins Ehemann Holger ist fast durchgehend abwesend auf Lesereise. Valerie freundet sich mit einem Lehrer von Max an. Valerie und Holger entschließen sich nach einer Aussprache in Berlin zur Scheidung. Dr. Luna Haller lernt die Eltern von Dr. Jonas Müller kennen. Seine Mutter wünscht sich Enkelkinder, da sie selbst nicht in der Lage war, Kinder zu bekommen, und behandelt Luna deswegen abwertend. Luna wird trotz ihres Alters von Dr. Jonas Müller schwanger, verliert aber das Kind im zweiten Schwangerschaftsmonat.
Grit Lang, die Mutter von Oberarzt Dr. Bernd Lang, spielt mit Hilfe eines alten Freundes einen Hirntumor vor. Der Freund stirbt, weil er aus Versehen Grits Pflanzendünger anstelle seiner Herztabletten zu sich nimmt. Grit hat dann aber tatsächlich einen Hirntumor und soll operiert werden. Sie küsst in der letzten Episode Peter Wagner, den Vater von Dr. Valerie Klein; mit ihm hatte sie vor Jahrzehnten schon einmal eine Affäre.
Dr. Bernd Lang will Chefarzt werden. Das kann er aber nur in einer anderen Klinik. Er versucht alles, um den Posten zu bekommen. Da er aber zeugungsunfähig ist, scheitert seine Hochzeit mit der Tochter dieses Klinikleiters und sein Plan geht nicht auf.

### Staffel 4
Valeries neuer Freund ist der Maler Volker Beier. Im Laufe der Staffel stellt sich heraus, dass er der Noch-Ehemann von Valeries Psychologin ist.
Dr. Schick ist neu am Krankenhaus. Er arbeitete früher zeitweise als Escort und hatte Professor Gül als Kundin.
Die Demenz von Valeries Vater Peter schreitet voran. Caro bekommt eine Arbeitsstelle bei Grit. Dr. Lang soll Oberarzt werden.

### Staffel 5
Es kommen wieder zwei neue Ärzte an die Klinik. 
Die Klinik wird auf Rentabilität geprüft; sie soll eventuell privatisiert werden.
Valerie ist schwanger, weiß aber nicht, ob von Volker oder Benno, ihrem Ex-Freund und neuen Kollegen.

## Produktion
Die Produktion der Serie ist in Gebäude 10 des zum Klinikum Stuttgart gehörenden Bürgerhospitals auf einer ehemaligen Bettenstation untergebracht, wo auch die zur Rosenstein-Kinderklinik gehörenden Innenszenen gedreht werden. Als Außenfassade für die Kinderklinik dient das Gebäude 6, hier sind im Erdgeschoss weitere Sets, wie Notaufnahme, OP und Intensivstation, eingerichtet.

## Besetzung
| Schauspieler              | Rollenname                | Rolle | Episoden | Staffel | Zeitraum        |
| ------------------------- | ------------------------- | --- | -------- | ------- | --------------- |
| Christine Urspruch        | Dr. Valerie Klein         | leitende Oberärztin Tochter von Gisela und Prof. Dr. Peter Wagner; Schwester von Carolin Wagner; Ehefrau von Holger Klein; Mutter von Pamela und Max Klein; Ehemalige Patientin von Dr. Sybille Vetter                              | 1–62     | 1–5     | 2014–2019       |
| Simon Licht               | Dr. Bernd Lang            | Oberarzt Sohn von Grit Lang; Ex-Freund von Nanny Abel, Enkel von Berta Völker | 1–62     | 1–5     | 2014–2019       |
| Martina Eitner-Acheampong | Gundula Pieper            | Oberschwester Ehefrau von Prof. Wagner | 1–62     | 1–5     | 2014–2019       |
| Karl Kranzkowski          | Prof. Dr. Peter Wagner    | ehemaliger Klinikchef; an Alzheimer erkrankt Witwer von Gisela Wagner; Vater von Dr. Valerie Klein und Carolin Wagner; Großvater von Pamela und Max Klein; Schwiegervater von Holger Klein; Ehemann von Gundula Pieper              | 1–62     | 1–5     | 2014–2019       |
| Elisabeth von Koch        | Carolin „Caro“ Wagner     | Tochter von Gisela und Prof. Dr. Peter Wagner; Schwester von Dr. Valerie Klein; Tante von Pamela und Max Klein; Schwägerin von Holger Klein                                                                                         | 1–62     | 1–5     | 2014–2019       |
| Carl Baur                 | Max Klein                 | Sohn von Holger und Dr. Valerie Klein; Enkel von Gisela und Prof. Dr. Peter Wagner; Bruder von Pamela Klein; Neffe von Carolin Wagner                                                                                               | 1–62     | 1–5     | 2014–2019       |
| Leander Lichti            | Patrick Keller            | Restaurantbesitzer Ex-Lebensgefährte von Prof. Dr. Magnus Eisner (durch seinen Tod); Ex-Freund von Kaan Gül und Freund von Chris Brandt                                                                                             | 1–62     | 1–5     | 2014–2019       |
| Clelia Sarto              | Dr. Luna Haller           | Anästhesistin Ex-Freundin von Dr. Jonas Müller und Dr. Daniel Schick; geht nach Afrika | 1–51     | 1–5     | 2014–2019       |
| Michael Klammer           | Dr. Jonas Müller          | Assistenzarzt, später Facharzt Adoptivsohn von Gertrud Müller und Ferdi Müller; Ex-Freund von Dr. Luna Haller; geht als Oberarzt nach Dresden                                                                                       | 1–39     | 1–4     | 2014–2017       |
| Sarah Mahita              | Pamela „Pam“ Klein        | Tochter von Holger und Dr. Valerie Klein; Enkelin von Gisela und Prof. Dr. Peter Wagner; Schwester von Max Klein; Nichte von Carolin Wagner; Patenkind von Prof. Dr. Magnus Eisner, Ex-Freundin von Kaan Gül und Freundin von Diana | 1–37, 52 | 1–3, 5  | 2014–2016, 2019 |
| Arnd Klawitter            | Holger Klein              | Buchautor und Kellner Ehemann von Dr. Valerie Klein; Vater von Pamela und Max Klein; Schwiegersohn von Prof. Dr. Peter Wagner; Schwager von Carolin Wagner; Affäre von Maren Donner; Patient von Dr. Sybille Vetter                 | 1–37     | 1–3     | 2014–2016       |
| Nora Huetz                | Nanny Abel                | Krankenpflegerin Ex-Freundin von Dr. Bernd Lang; studiert jetzt Medizin in Berlin | 1–37     | 1–3     | 2014–2016       |
| Miroslav Nemec            | Prof. Dr. Magnus Eisner † | Chefarzt; stirbt bei einem Autounfall mit Nanny Abel Lebensgefährte von Patrick Keller; Patenonkel von Pamela Klein | 1–12     | 1       | 2014–2015       |
| Maresa Hörbiger           | Grit Lang                 | Galeristin Mutter von Dr. Bernd Lang; ehemalige Affäre von Prof. Dr. Peter Wagner | 3–62     | 1–5     | 2014–2019       |
| Peter Brownbill           | Mark Schneider            | Brezelfabrikant Verehrer von Dr. Valerie Klein | 5–7      | 1       | 2014            |
| Renan Demirkan            | Prof. Dr. Nevin Gül       | Chefärztin Mutter von Kaan Gül | 13–62    | 2–5     | 2015–2019       |
| Karim Günes               | Kaan Gül                  | Assistenzarzt, ehemaliger Barkeeper und Krankenpflegepraktikant Sohn von Prof. Dr. Nevin Gül; Ex-Freund von Pam Klein und Patrick Keller; bleibt in Boston                                                                          | 13–49    | 2–4     | 2015–2017       |
| Mirco Reseg               | Peter Schneider           | Gemüsehändler unehelicher Sohn von Prof. Dr. Peter Wagner | 15–18    | 2       | 2015            |
| Arzu Bazman               | Yasemin Yilmaz            | Pharmareferentin | 18–20    | 2       | 2015            |
| Ingrid van Bergen         | Berta Völker †            | Großmutter von Dr. Bernd Lang stirbt, als sie stolpert und eine Treppe hinunter fällt, nachdem Grit ihr eine Ohrfeige verpasste | 18–24    | 2       | 2015            |
| Alexandra Kamp            | Maren Donner              | Verlegerin Affäre von Holger Klein | 19–37    | 2–3     | 2015–2016       |
| Marion Kracht             | Dr. Sybille Vetter        | Psychologin Mutter von Rebecca Beier; Noch-Ehefrau von Volker Beier | 24–61    | 2–5     | 2015–2019       |
| Jochen Busse              | Prof. Dr. Hugo Schäfer †  | Neurochirurg vertauscht aus Versehen sein Herzmedikament mit Grits Pflanzengift und stirbt nach der Einnahme, wird von Grit unter ihrem Blumenbeet von Hugo-Rosen vergraben                                                         | 27–33    | 3       | 2016            |
| Manou Lubowski            | Volker Beier              | Maler und Kunsttherapeut Vater von Rebecca Beier; Ehemann von Dr. Sybille Vetter; Freund von Dr. Valerie Klein | 38–62    | 4–5     | 2017–2019       |
| Charity Laufer            | Martha Obongo             | Krankenschwester | 40–62    | 4–5     | 2017–2019       |
| Laura Philipp             | Rebecca Beier             | Tochter von Dr. Sybille Vetter und Volker Beier | 42–62    | 4–5     | 2017–2019       |
| Daniel Hartwig            | Dr. David Schick          | Facharzt Sohn von Prof. Schick | 43–62    | 4–5     | 2017–2019       |
| Mai Duong Kieu            | Dr. Linda Schmidt-Chen    | Assistenzärztin | 50–62    | 5       | 2019            |
| Simon Böer                | Dr. Benno Haas            | Oberarzt der Anästhesie | 51–62    | 5       | 2019            |
| Joshua Grothe             | Chris Brandt              | Freund von Patrick Keller | 51–62    | 5       | 2019            |

## Rezeption
In den Print- und Onlinemedien fielen die Kritiken von Experten zur Fernsehserie häufig sehr kritisch und oft negativ aus. So kritisierte Stefan Niggemeier im FAZ Feuilleton den Umgang mit Klischees, der seiner Meinung nach vollkommen inflationär wirke und komplett überzeichnet sei.

„Die ZDF-Serie ‚Dr. Klein‘ ist ein einziges Missverständnis, das betroffen macht. So etwas kommt dabei heraus, wenn Klischees für mutig, subversiv und witzig gehalten werden. […] Laut ZDF will ‚Dr. Klein‘ eine Serie sein, die ‚das Anderssein zeitgemäß erzählt – humorvoll, politisch unkorrekt und eben nur am Rande‘, und das ist in jeder Hinsicht misslungen, was auch immer ‚politisch unkorrekt‘ heißen soll. Penetrant steht das Anderssein im Mittelpunkt und konterkariert die womöglich gut gemeinte Botschaft, dass Anderssein auch nur eine Form von Normalität ist. Echte Konflikte, die etwa zwischen einer pubertierenden Tochter und der kleinwüchsigen Mutter entstehen können, lösen sich brachial: Dass sie den neuen Klassenkameraden ihre Mutter eigentlich gar nicht vorstellen möchte, ändert sich in dem Moment, wo es versehentlich zu einem Treffen kommt und einer ihrer Freunde mit dem Finger auf sie zeigt und brüllt: ‚Ein sprechender Zwerg!‘ Wenn die anderen solche Idioten sind, ist es natürlich leicht, kein Idiot zu sein.“

Kritisiert wurde von Arno Frank bei Spiegel online zudem, dass die Serie sich kaum von den anderen ehemaligen Serien auf diesem Sendeplatz, wie Der Landarzt und Forsthaus Falkenau, unterscheide und somit nur das Übliche darstelle.

„[…] ‚Dr. Klein‘ unterscheidet sich […] kaum von all den Förstern und Landärzten, die zuvor an gleicher Stelle wirkten. Es ist dasselbe salbungsvolle Wohlfühlvollbad wie immer. Nur das Shampoo ist ein wenig aufregender.“

Alexander Josefowicz vom Hamburger Abendblatt merkte an, dass die Serie zwar eine allzu heile Welt erzeugen will, aber durch eine Erzeugung von Tiefe der Charaktere eine sehenswerte Sendung werden könnte. Allerdings kritisierte Josefowicz auch die Voice-over-Texte am Anfang und Ende der Episoden.

„[…] das Anliegen von Produktionsfirma und Sender, Andersartigkeit als normalen, positiven Teil des Alltags darzustellen, ist ehrenwert. Doch gefällt sich die Serie zumindest in den ersten Folgen zu sehr in ihrer Neuinterpretation der heilen Welt, in der anders automatisch gut und altbekannt stets schlecht ist. Grautöne sucht man vergeblich. Potenzial darf man ‚Dr. Klein‘ dennoch zugestehen: Bekommen die Charaktere mehr Tiefe, definieren sie sich im weiteren Verlauf der Handlung weniger über ihre mehr oder minder augenscheinlichen Unterschiedlichkeiten; darf Dr. Klein auch einmal biestig sein und erhält Dr. Lang zwischendurch die Chance, eine gute Tat zu tun, wer weiß: Dann könnte ‚Dr. Klein‘ glatt sehenswert werden. Aber nur, wenn das ZDF neben des allzu plakativen Gutmenschentums auch gleich die salbungsvollen Voice-over-Texte abschafft, in denen Klein in Poesiealbum-Manier über die „Rollen, die man im Leben spielt“ schwadroniert und über das Dasein als Wechselbad zwischen Drama und Komödie.“

Tilmann P. Gangloff lobt bei tittelbach.tv die Darstellung der medizinischen Ebene der Serie, kritisiert aber auch die Verknüpfung der Erzählstränge, welche in Episode 1 seiner Meinung nach nicht korrekt abgelaufen ist.

„Diese Rolle ist ChrisTine Urspruch auf den Leib geschrieben: In der ZDF-Serie „Dr. Klein“ verkörpert die Schauspielerin eine kleinwüchsige Kinderärztin, die sich am neuen Arbeitsplatz gegen die Vorurteile der Kollegen durchsetzen muss. Die Geschichten verknüpfen die typischen Elemente einer Arztserie mit familiären Konflikten. Zum Plädoyer für Toleranz tragen auch die weiteren Figuren bei: Ein Arzt ist schwul, ein anderer dunkelhäutig. Bei einigen Verbalduellen muss man unwillkürlich an den Münsteraner „Tatort“ denken.“

## Auszeichnungen
- 2019: Deutscher Schauspielpreis – Deutscher Fairnesspreis[13]